# 瑪麗港體育會
馬利漢體育會（瑞典語：Idrottsföreningen Kamraterna Mariehamn，原文简称为）是一个位于芬蘭奧蘭群島首府瑪麗港的体育会，其男子足球队在芬兰最高级别的芬兰足球超级联赛中参赛。
玛丽港体育会自2005年起在芬兰足球超级联赛参赛，并在2016年获得了芬兰联赛冠军。其主场为维克勒夫控股体育场。

## 外部連結
- 官方网站  （瑞典文）